# Golpe Azul
El Golpe Azul fue una acusación simulada por el gobierno venezolano con un solo objetivo detener a políticos opositores a Maduro que resultó en la detención de varias personas, entre ellas el alcalde metropolitano de Caracas, Antonio Ledezma. La acusación consistía en un supuesto plan de golpe de Estado en Venezuela contra la presidencia de Nicolás Maduro, el cual presuntamente se efectuaría el 12 de febrero de 2015 y tenía varios objetivos en Caracas. El nombre del plan hace referencia al uniforme azul de la Aviación Militar Bolivariana, componente de la Fuerza Armada Nacional Bolivariana en la que algunos acusados eran oficiales. Foro Penal denunció que los imputados eran presos políticos y que fueron condenados sin pruebas, y su director Alfredo Romero describió la sentencia como arbitraria. A raíz de los señalamientos, el alcalde metropolitano Antonio Ledezma fue capturado en su oficina el 19 de febrero. Según denuncias de la oposición, el Golpe Azul es el duodécimo intento de golpe de Estado que el presidente denuncia.

## Plan y arrestos
El 12 de febrero de 2015 Nicolás Maduro anunció el supuesto golpe de Estado. El alcalde Jorge Rodríguez Gómez, durante una emisión especial de Con el Mazo Dando, denunció a los participantes de una presunta intentona planificada por el general de la aviación Oswaldo Hernández, quien fue condenado en mayo de ese año, y otros nueve militares por los delitos de rebelión y contra el decoro militar.
Cabello anunció la captura de ocho personas en el estado Aragua por funcionarios del Servicio Bolivariano de Inteligencia Nacional (SEBIN) y la incautación de diversos equipos de oficina, incluyendo una computadora con información de los objetivos tácticos del grupo golpista. También mostró mapas presuntamente ubicados en los equipos informáticos de los protagonistas del Golpe Azul, donde aparecían edificios en Caracas que estaban marcados como objetivos tácticos como el Palacio de Miraflores, el Ministerio Público, la alcaldía de Caracas, la sede del Ministerio de Defensa, el edificio del Ministerio de Interior, Justicia y Paz,  el Tribunal Supremo de Justicia (TSJ), el Consejo Nacional Electoral, la Dirección de Inteligencia Militar (DIM) y oficinas del canal de noticias Telesur. En el programa Jorge Rodríguez Gómez acusó al diputado Julio Borges de escoger los lugares señalados como objetivos tácticos. Diosdado además reveló la "supuesta posesión" de fusiles AR-15, granadas, uniformes militares y de cuerpos de seguridad como el SEBIN, al igual que de un vídeo de ocho minutos con un pronunciamiento de los protagonistas. Según explicó Cabello, el bombardeo se realizaría con un avión artillado Tucano después de publicar un comunicado en la prensa nacional donde solicitaban al gobierno, entre otras cosas, la disolución de los poderes públicos, la convocatoria a elecciones y la afiliación a organismos como el Fondo Monetario Internacional y posteriormente los militares emitirían un mensaje uniformados donde harían un llamado a la población a la calma.
El 19 de febrero de 2015 Antonio Ledezma fue capturado por el SEBIN en su oficina en la Torre EXA, ubicada en el municipio Chacao de Caracas; en la misma noche Nicolás Maduro declaró que fue detenido por orden de la Fiscalía General acusado de estar involucrado en la llamada Operación Jericó. Según denuncias de la oposición, el Golpe Azul es el duodécimo intento de golpe de Estado que el presidente denuncia.

## Detenidos
Civiles 
Militares
| Nombre              | Ocupación o rango        |
| ------------------- | ------------------------ |
| Pedro Maury         | Taxista                  |
| Jesús Salazar       | Carpintero               |
| Luis Colmenares     | TSU en ciencias fiscales |
| Ricardo José Antich | Primer teniente          |
| Luis Lugo           | Primer teniente          |
| Peter Moreno        | Primer teniente          |
| Carlos Esqueda      | Primer teniente          |
| Henry Salazar       | Primer teniente          |
| Laided Salazar      | Capitana                 |

## Juicio
Los ocho acusados, tres civiles y cinco militares fueron sentenciados en el tribunal militar segundo de Maracay el 12 de enero de 2017. Los capitanes Ronald Ramírez y Jackson García fueron testigos en el juicio.

Ellos fueron testigos promovidos por la Fiscalía. Los llevaron como expertos en estas aeronaves para que dijeran en el juicio si estos militares tenían posibilidad de volar unos Sukhoi que estaban en Lara, ellos solos sin ayuda, para dar un golpe de Estado. Y la respuesta de estos dos testigos, muy profesional, fue que no, que para artillar un avión para una rebelión se necesitaban 14 personas y ellos eran ocho. A los militares también los acusaban de que iban a bombardear Caracas y unos edificios a bordo de esos aviones Tucano y sobre eso también les preguntaron a los dos. Ellos explicaron que era imposible trasladar esas bombas de otra forma que no fuera por tierra, y que esas bombas no estaban en Lara sino en Guárico, Zulia y en el Oriente. Además, en el juicio se demostró que los aviones no podían ser utilizados porque tenían el tren de aterrizaje dañado.
Carlos Javier Salazar, abogado de Laided Salazar, capitana condenada a ocho años y siete meses por los delitos de instigación a la rebelión y contra el decoro militar

El 26 de diciembre de 2018 es ratificada la sentencia por el Tribunal Supremo de Justicia de Venezuela, en ponencia de su presidente Maikel Moreno.

## Liberados
El 18 de junio de 2021 excarcelan al Teniente Coronel de la Aviación Ruperto Sánchez y al Coronel José Gregorio Delgado, los dos vinculados a la supuesta operación Jericó.